# Miletićevo
Miletićevo (en serbe cyrillique : Милетићево ; en hongrois : Rárós) est un village de Serbie situé dans la province autonome de Voïvodine. Il fait partie de la municipalité de Plandište dans le Banat méridional. Au recensement de 2011, il comptait 502 habitants.

## Démographie

### Évolution historique de la population
| 1948  | 1953  | 1961  | 1971  | 1981 | 1991 | 2002 | 2011 |
| ----- | ----- | ----- | ----- | ---- | ---- | ---- | ---- |
| 1 528 | 1 510 | 1 323 | 1 025 | 811  | 650  | 622  | 502  |

|  |

## Personnalité
Le médiéviste et académicien Miloš Blagojević (1930-2012) est né dans le village.